# Runaway (Kanye West)
Runaway è un singolo del rapper statunitense Kanye West, pubblicato il 4 ottobre 2010 come secondo estratto dal suo quinto album My Beautiful Dark Twisted Fantasy.

## Antefatti
Diverse controversie legate a West, soprattutto la sua interruzione del discorso di accettazione di Taylor Swift agli MTV Video Music Awards 2009, hanno causato la permanenza del rapper a Oahu, Hawaii, dove ha registrato diversi brani dell'album, tra cui proprio Runaway.
Un omonimo cortometraggio di 35 minuti diretto da West ha accompagnato l'uscita del brano, ed un suo estratto è stato utilizzato come video musicale del brano. Il cortometraggio è stato presentato il 23 ottobre 2010.

## Descrizione
Il brano presenta la collaborazione del rapper statunitense Pusha T ed è stato prodotto da West in collaborazione con Emile, Jeff Bhasker e Mike Dean. Troy L. Smith di Cleveland.com ha descritto Runaway come un brano hip hop progressivo con elementi di musica pop, art rock, dance, trip hop e R&B. Il brano affronta diverse tematiche, ma il suo significato centrale riguarda l'incapacità di mantenere relazioni stabili e sane a causa dei difetti personali e dei comportamenti autodistruttivi dell'artista. Nel testo, Kanye West ammette le sue imperfezioni e i suoi errori nelle relazioni amorose, riconoscendo di aver ferito le persone che ama. Tuttavia, anche se si rende conto dei suoi difetti, sembra incapace o riluttante a cambiare, riflettendo una sorta di auto-sabotaggio o autodistruzione emotiva. La canzone esprime anche un senso di isolamento e alienazione, con Kanye West che si sente disconnesso dalla società e dalla realtà. L'uso del campionamento del brano "Expo 83" di Backyard Heavies aggiunge un'atmosfera malinconica e riflessiva alla traccia, contribuendo a trasmettere il senso di perdita e rimpianto. In generale, "Runaway" è una riflessione sincera e autoconsapevole sull'incapacità di mantenere relazioni significative a causa dei propri difetti personali e comportamenti autodistruttivi.
La canzone è composta nella tonalità di Mi maggiore
Il brano ha debuttato alla dodicesima posizione della Billboard Hot 100.
La copertina del singolo è una fotografia di George Condo.

## Tracce
Digital download
Testi e musiche di Kanye West, Emile Haynie, Jeff Bhasker, Terrence Thornton, Mike Dean e Malik Jones.
1. Runaway (feat. Pusha T) – 5:39

## Classifiche
| Classifica (2010-2023) | Posizione massima |
| ---------------------- | ----------------- |
| Australia              | 46                |
| Canada                 | 13                |
| Corea del Sud          | 14                |
| Danimarca              | 40                |
| Irlanda                | 31                |
| Regno Unito            | 34                |
| Stati Uniti            | 12                |
| Svezia                 | 28                |
| Svizzera               | 56                |